# Magnetoelettrochimica
La magnetoelettrochimica è una branca dell'elettrochimica che studia gli effetti magnetici associati a processi elettrochimici.
Tali effetti magnetici possono realizzarsi in una cella elettrochimica durante i fenomeni di trasferimento di massa e deposizione elettrolitica.

## Storia
Il primo a indagare sugli effetti magnetici fu Michael Faraday.
Uno dei primi risultati della magnetoelettrochimica fu l'osservazione dell'effetto Hall negli elettroliti.
Lo sviluppo della magnetoelettrochimica è stato favorito dallo svilupparsi di altre discipline ad essa correlate (ad esempio la magnetoidrodinamica e la teoria della diffusione convettiva).